# Amazon Grimstad FK
Amazon Grimstad Fotballklubb – norweski klub piłki nożnej kobiet powstały w 1999 r. w wyniku odłączenia się sekcji piłki nożnej kobiet od klubu FK Jerv. Klub pochodzi Grimstad w Norwegii a swoje mecze rozgrywa na stadionie Levermyr.
Od 2006 roku klub gra w Toppserien, czyli w najwyższej klasie rozgrywkowej w norweskim futbolu kobiecym.